# Alejandro Garnacho
Alejandro Garnacho Ferreira (* 1. července 2004 Madrid) je argentinský profesionální fotbalista, který hraje na pozici křídelníka za anglický klub Manchester United a za argentinský národní tým.

## Klubová kariéra
Garnacho přišel do akademie Manchesteru United v říjnu 2020 z Atlética Madrid. Svou první profesionální smlouvu s klubem podepsal v červenci 2021. 28. dubna 2022 debutoval v A-týmu, a to když ve věku 17 let v ligovém zápase proti Chelsea vystřídal Anthonyho Elangu. V květnu 2022 získal ocenění pro nejlepšího hráče akademie Rudých ďáblů.
Garnacho se v základní sestavě Manchesteru United objevil 27. října 2022 při výhře 3:0 nad Šeriffem Tiraspol v Evropské lize UEFA. 3. listopadu vstřelil svůj první gól v kariéře, a to v zápase Evropské ligy proti Realu Sociedad. Svůj první gól v Premier League vstřelil Garnacho 13. listopadu v zápase proti Fulhamu.

## Reprezentační kariéra
Garnacho může hrát za svou rodnou zemi, Španělsko, a také za Argentinu, protože jeho matka je Argentinka. V roce 2021 odehrál tři utkání v reprezentaci Španělska do 18 let.
Dne 7. března 2022 byl Garnacho povolán do argentinské reprezentace, nicméně si v březnu nepřipsal si svůj reprezentační debut.
Garnacho 26. března debutoval v argentinském týmu do 20 let v přátelském utkání proti Spojeným státům.

## Statistiky
K 9. lednu 2023
| Klub              | Sezóna  | Liga           | Liga   | Liga | FA Cup | FA Cup | EFL Cup | EFL Cup | Evropské poháry | Evropské poháry | Celkem | Celkem |
| Klub              | Sezóna  | Liga           | Zápasy | Góly | Zápasy | Góly   | Zápasy  | Góly    | Zápasy          | Góly            | Zápasy | Góly   |
| ----------------- | ------- | -------------- | ------ | ---- | ------ | ------ | ------- | ------- | --------------- | --------------- | ------ | ------ |
| Manchester United | 2021/22 | Premier League | 2      | 0    | 0      | 0      | 0       | 0       | 0               | 0               | 2      | 0      |
| Manchester United | 2022/23 | Premier League | 6      | 1    | 1      | 0      | 2       | 0       | 4               | 1               | 13     | 2      |
| Celkem            | Celkem  | Celkem         | 8      | 1    | 1      | 0      | 2       | 0       | 4               | 1               | 15     | 2      |

## Ocenění

### Individuální
- Nejlepší hráč akademie Manchesteru United: 2021/22[5]